# Sabtenga (Pabré)
Pour les articles homonymes, voir Sabtenga.
Sabtenga est une localité du département de Pabré, dans la province de Kadiogo (région Centre) au Burkina Faso. En 2006, cette localité comptait 3 056 habitants dont 54 % de femmes.